# Каштановский
Кашта́новский — посёлок в Обливском районе Ростовской области.
Административный центр Каштановского сельского поселения.

## Население
| 2010 |
| ---- |
| 546  |

## Улицы
| - ул. Вишнёвый, - ул. Водопроводная, - ул. Восточная, - ул. Дорожная, - ул. Комсомольская, - ул. Лесная, - ул. Октябрьская, | - ул. Первомайская, - ул. Пионерская, - ул. Садовая, - ул. Солнечная, - ул. Строительная, - ул. Школьная. |